# Рюжа
Рю́жа (рю́за) — рыболовная снасть, употребляемая в устьях Двины для летней и зимней ловли сигов и другой мелкой рыбы; устройством напоминает вентерь, с 11—17 обручами.
Название произошло либо от карельского rüžä, либо от финского rysä, либо от эстонского rüzа (верша), восходящих к шведскому rysja или норвежскому rûsa, rŷsa, rysja. Существовала также гипотеза о непосредственном заимствовании от шведского rysja.
Использовалось 4 вида рюжей:
- Наважья
- Белорыбья (на сиг, камбалу и корюшку)
- Сельдяная
- Семужья